# جاسینتو (میناس گرایس)
جاسینتو (به پرتغالی: Jacinto) یک منطقهٔ مسکونی در برزیل است که در میناز ژرایس واقع شده‌است. جاسینتو ۱٬۳۹۳٫۶۰۹ کیلومتر مربع مساحت و ۱۲٬۳۲۳ نفر جمعیت دارد و ۱۸۰ متر بالاتر از سطح دریا واقع شده‌است.